# Cuisine virginienne
La cuisine virginienne a subi l'influence de diverses cuisines : amérindienne, africaine et anglaise. La région bénéficie également d'une diversité géographique : proche de la mer, les plats de poissons et fruits de mer sont nombreux ; le climat favorise depuis longtemps le développement d'une culture maraichère, de vergers, et viticole ; mais la notoriété est surtout donné au jambon fumé de Virginie.

## Les entrées
- Soupe aux crabes du Maryland
- Huîtres de la baie de Chesapeake
- Les Hush puppies (beignets de maïs)

## Les plats
- Hopping John
- Ragoût de Brunswick

## Les desserts et pâtisseries
- Truffes au bourbon
- Tarte aux pêches meringuée

## Les alcools
- Le bourbon
- le Scuppernong (vin)